# Уайнэнс, Уолтер
Уо́лтер Уа́йнэнс (англ. Walter W. Winans; (5 апреля 1852, Санкт-Петербург — 12 августа 1920[…], Дагенем) — американский стрелок, коневод, скульптор, автор книг. Широкую известность Уолтер Уайнэнс приобрёл благодаря своим победам на Олимпийских играх. Один из самых возрастных чемпионов и призёров в истории Олимпийских игр.

## Жизненный путь
По отцовской линии Уолтер Уайнэнс был голландского, а по материнской французского происхождения. В конце XVII века его предки переселились из Европы в Америку, где вполне успешно занимались бизнесом в сфере железнодорожного строительства. В XIX веке отец и дядя будущего олимпийского чемпиона отправились в Россию для участия в строительстве Николаевской железной дороги.
До 18 лет Уолтер Уайнэнс жил и учился в Санкт-Петербурге. Накануне переезда с родителями из России в Англию Уолтер Уайнэнс давал присягу на верность в посольстве США и всю жизнь сохранял американское гражданство.
Благодаря бизнесу своего отца, к которому он однако не проявлял профессионального интереса, Уолтер Уайнэнс всегда был финансово независимым и мог посвятить себя спортивным и художественным наклонностям. Двенадцать раз подряд он выигрывал чемпионаты Англии по стрельбе из револьвера, был также успешным в разведении и испытании лошадей рысистых пород.  

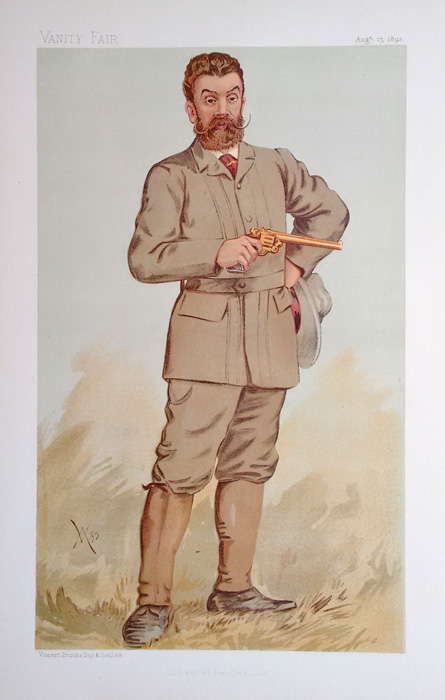
«Рекордный выстрел из револьвера» (1893)

В период с 1868 по 1914 годы английский еженедельник «Vanity Fair» (англ. Ярмарка тщеславия) часто включал в свои издания специальную страницу с  литографической карикатурой на кого-нибудь из знаменитостей, в число которых попал и Уолтер Уайнэнс —  «Рекордный выстрел из револьвера» (1893) и «Треки и триггеры» (1909).
На IV летней Олимпиаде, Лондон — 1908  Уолтер Уайнэнс выиграл золотую медаль в одиночных соревнованиях по стрельбе — дисциплина: подвижная мишень двойными выстрелами («бегущий олень»). Через четыре года на V летней Олимпиаде, Стокгольм — 1912 Уолтер Уайнэнс был участником американской команды, которая  завоевала серебряную медаль по стрельбе — дисциплина: одиночные выстрелы по «бегущему оленю», 100 м . 
Кроме соревнований по стрельбе, на Олимпиаде 1912 года в Стокгольме Уолтер Уайнэнс участвовал также в конкурсе искусств и выиграл золотую медаль за  бронзовую скульптуру, изображающую американского рысака. 
Национальный Олимпийский комитет Швеции после завершения этих Игр приобрёл скульптуру Уайнэнса для экспозиции на выставке в  Музее спорта города Мальмё. В течение своей жизни Уолтер Уайнэнс опубликовал несколько книг, прежде всего о стрельбе. В Лондоне в августе 1920 года,  участвуя в состязании наездников, он скончался от сердечного приступа незадолго до финиша. В конце жизни Уайнэнс потерял значительную часть своего состояния, в частности Российские ценные бумаги, из-за смены власти в России. Однако судя по его завещанию, Уайнэнс об этом не подозревал.